# Numark Industries
Numark Industries – globalny producent sprzętu dla DJ-ów.
Siedziba przedsiębiorstwa mieści się w mieście Cumberland w stanie Rhode Island w USA. Do produków firmy należą profesjonalne odtwarzacze CD, gramofony oraz miksery przeznaczone dla DJ-ów. Numark jest właścicielem marek Alesis, Ion Audio oraz Akai. Część kompanii inMusic Brands Inc.